# یاوکو، پورتوریکو
یاوکو (به انگلیسی: Yauco) یک منطقهٔ مسکونی در ایالات متحده آمریکا است که در پورتوریکو واقع شده‌است.
 یاوکو ۱۷۸٫۱ کیلومتر مربع مساحت و ۴۶٬۳۸۴ نفر جمعیت دارد.